# (32583) 2001 QZ101
2001 QZ101 (asteroide 32583) é um asteroide da cintura principal. Possui uma excentricidade de 0.04312560 e uma inclinação de 22.51030º.
Este asteroide foi descoberto no dia 18 de agosto de 2001 por LINEAR em Socorro.